# Minamisatsuma (Kagoshima)
Minamisatsuma (南さつま市 Minamisatsuma-shi?)  es una ciudad localizada en la Prefectura de Kagoshima, Japón.
La ciudad fue fundada el 7 de noviembre de 2005, de la fusión de una antigua ciudad de Kaseda, con la ciudad de Kinpō, desde el Distrito de Hioki, y las ciudades de Bonotsu, Kasasa y Ōura, todos del Distrito de Kawanabe.
A partir de su fundación pero con los datos de la población el 1 de octubre de 2004, la ciudad tiene una población estimada de 42.258 y una densidad de 149 personas por km². El área total es de 283,3 km². 